# Othonna auriculifolia
Othonna auriculifolia là một loài thực vật có hoa trong họ Cúc. Loài này được Licht. ex Less. mô tả khoa học đầu tiên năm 1831.